# الکس کیوومیا
الکس کیوومیا (انگلیسی: Alex Kiwomya؛ زادهٔ ۲۰ مهٔ ۱۹۹۶) بازیکن فوتبال اهل بریتانیا است.
از باشگاه‌هایی که در آن بازی کرده‌است می‌توان به باشگاه فوتبال بارنزلی، باشگاه فوتبال چلسی، و باشگاه فوتبال فلیتوود اشاره کرد.
وی همچنین در تیم‌های ملی فوتبال زیر 16 سال انگلیس، زیر ۱۷ سال انگلستان، زیر ۱۸ سال انگلستان و زیر ۱۹ سال انگلستان بازی کرده‌است.